# Les Lledons
Les Lledons és un indret del terme municipal de Salàs de Pallars, al Pallars Jussà.
Està situat al nord-est de Salàs de Pallars, a la plana que es forma damunt de Els monts, on hi ha l'ermita de Sant Roc de Salàs.